# Soddo
Soddo o Soddu (in amarico ሶዶ, Sodo) è una città dell'Etiopia sud-occidentale, capoluogo del Wolayita, nella Regione delle Nazioni, Nazionalità e Popoli del Sud.
Soddo si trova a un'altitudine di 2000 m s.l.m. ed è servita dal locale aeroporto (codice ICAO code HASD, codice  IATA SXU). È inoltre sede del vicariato apostolico di Soddo.

## Storia
Soddu fu fondato dagli Scioani dopo la faticosa conquista dell'Uolàmo del 1894. Il nome della località deriva dalle quattro pietre falliche che si trovano su un promontorio ad ovest della città, detta collina Menelìc: in quel luogo il re Uolamo Tona oppose estrema resistenza alle orde di Menelic.
All'inizio degli anni '30, Sodo era descritta come l'unica località del distretto di Wolaita degna di essere chiamata città. Aveva un mercato al sabato, una linea telefonica con la capitale e un corriere postale settimanale. Le truppe di terra italiane occuparono Soddu il 27 gennaio 1937; fu lì che due generali italiani con le loro divisioni (Liberati con la 25ª Divisione e Bacarri con la 101ª Divisione) si arresero il 22 maggio 1941, dopo una resistenza minima. Gli inglesi catturarono anche i resti della 21ª Divisione, che nel frattempo si era ritirata nella vegetazione intorno all'estremità nord del lago Abijatta dove si arrese, con l'onore delle armi, il successivo 29 maggio 1941. Gli alleati catturarono più di 4.000 tra ufficiali e uomini, 6 carri armati medi, 4 carri armati leggeri, 100 mitragliatrici, munizioni e rifornimenti.
Nel 1958 Soddo era uno dei 27 luoghi in Etiopia classificati come città di prima classe. Tra il 1965 e il 1968 è stata istituita una filiale della Banca Commerciale d'Etiopia. L'amministratore della woreda di Sodo Zuria e un tempo attivista studentesco, Melaku Gebre Egziahber, venne arrestato nel 1975 per aver incoraggiato i contadini e i poveri delle città a sollevarsi contro gli "sfruttatori" della città. Nel 1984, nella città è stato istituito un campo profughi per le vittime della carestia di quell'anno.
Il 6 novembre 1999, la polizia ha arrestato due insegnanti di Soddo per essersi opposti all'uso di una nuova lingua nei libri di testo scolastici. Le manifestazioni studentesche contro gli arresti hanno portato a proteste e disordini diffusi, durati una settimana. Per reprimere le manifestazioni sono intervenute unità speciali della polizia, che hanno ucciso 10 persone, ne hanno ferite centinaia e ne hanno arrestate fino a 1.000. Un ex campo YMCA fuori Soddo è stato utilizzato come struttura di detenzione temporanea per centinaia di manifestanti.
Prima delle elezioni generali in Etiopia del 2005, Amnesty International ha riferito che alcuni membri del partito politico delle Forze Democratiche Unite Etiopiche erano tra le 200 persone che sarebbero state detenute in base alle leggi sul vagabondaggio a Soddo il 22 febbraio 2005. Amnesty International ha incluso questo incidente tra una serie di intimidazioni governative nei confronti degli attivisti dei partiti di opposizione.

## Sport
Il Wolaitta Dicha S.C. è una società calcistica etiope con sede a Sodo. Il club gioca attualmente nella Prima Lega etiope. Il club ha vinto la sua prima Coppa d'Etiopia nel 2017 e si è qualificato per la Coppa della Confederazione CAF 2018, nella quale ha battuto lo Zamalek SC ed è passato ai playoff.
Il Sodo Kenema S.C. è una società calcistica che gioca attualmente nella Super Lega Super League, la seconda divisione nazionale.
Anche il club di pallavolo femminile dell'Università Wolaita Sodo ha sede in questa città. Il club è stato fondato nel 2020 da Debrework Tesfaye e dai suoi colleghi che insegnano nel dipartimento di Scienze dello Sport dell'Università Wolaita Sodo. Nello stesso anno il club ha vinto il torneo a eliminazione diretta della Federazione etiope di pallavolo e si è qualificato automaticamente per il campionato di club femminile CAVB nel 2021. Nella stessa stagione il club ha concluso il campionato come secondo classificato. Il club ha poi vinto la Ethiopian Women's Volleyball premier League nel 2022.